# Oroquieta
Oroquieta – miasto na Filipinach, w regionie Mindanao Północne, w prowincji Misamis Occidental.